# Episparis sponsata
Episparis sponsata là một loài bướm đêm trong họ Erebidae.